# 盛桃
盛桃（RPA苗文:Seeb Thoj，救世苗文：𖬀𖬶𖬤𖬵 𖬒𖬲𖬟𖬰，1985年7月18日—）美国政治家，加利福尼亚州奥克兰市现任（第51任）市长。她是美国第一位担任主要城市市长的苗族美国人。她于2022年11月的奥克兰市长选举中当选为奥克兰市长，并于2023年1月就任。 
在担任市长期间，陶盛承诺将重点关注犯罪、无家可归者和经济适用房。陶盛所领导的市政府面临一系列挑战，包括公共安全、企业出走和预算赤字。陶盛上任不到两年，在2024年11月面临罢免。她被指控讓城市治安下滑、犯罪率提升，最終她被罷免，是奧克蘭史上首位被罷免的市長。
2024年6月，联邦调查局突袭了陶盛的家，她与伴侣安德烈·琼斯共同居住在那里，调查仍在进行中。